# 1176 Lucidor
1176 Lucidor è un asteroide della fascia principale del diametro medio di circa 30,65 km. Scoperto nel 1930, presenta un'orbita caratterizzata da un semiasse maggiore pari a 2,6905995 UA e da un'eccentricità di 0,1444366, inclinata di 6,65954° rispetto all'eclittica.
Il suo nome è in onore di un'amica dello scopritore.